# Арман, Антуан
Антуа́н Арма́н (фр. Antoine Armand; род. 10 сентября 1991, Париж) — французский политический и государственный деятель, член партии «Возрождение», министр экономики, финансов и промышленности (2024).

## Биография
Родился 10 сентября 1991 года в Париже, окончил Высшую нормальную школу и Национальную школу администрации.
В 2017 году поддержал Эмманюэля Макрона, работал в аппарате министра экономики и финансов Брюно Лё Мэра. В 2021 году выдвигал свою кандидатуру на региональных выборах, но не добился успеха.
В 2022 году по итогам парламентских выборов Антуан Арман стал депутатом Национального собрания от 2-го округа департамента Верхняя Савойя, победив во втором туре с результатом 59,88 % кандидата от левой коалиции NUPES Лориса Фонтану (Loris Fontana). В 2024 году переизбран в том же округе, получив на этот раз во втором туре 68,33 % голосов и не оставив шансов кандидату от Национального объединения Анису Бувару (Anis Bouvard).
21 сентября 2024 года получил портфель министра экономики, финансов и промышленности при формировании правительства Барнье.
23 декабря 2024 года было сформировано правительство Байру, в котором Арман не получил никакого назначения.